# 500 lire "Etruschi"
La zecca dello Stato italiano in occasione dell'Anno degli Etruschi ha emesso nel 1985 una moneta in argento da 500 lire.

## Dati tecnici
Al Dritto è raffigurata una statuetta etrusca raffigurante un guerriero con elmo e scudo; in giro è scritto "REPUBBLICA ITALIANA" mentre, in basso, è posta la firma dell'autrice Uliana Pernazza.
Al rovescio sono raffigurati due cavalli alati, in giro è scritto "ANNO DEGLI ETRVSCHI". L'indicazione del valore è in basso lungo il bordo, mentre la data e il segno di zecca R sono rispettivamente in alto a destra ed in basso a sinistra.
Nel contorno: "REPVBBLICA ITALIANA" in rilievo.
Il diametro è di 29 mm, il peso: 11 g e il titolo è di 835/1000.
La moneta è emessa nella sola versione Fior di Conio, con una tiratura di 103.651 esemplari, ed è presentata in un astuccio.